# Vicente Seguí Porres
Vicente Jesús Seguí Porres, conegut com a Vicente Seguí (Vilamarxant, 25 de desembre de 1978), és un cantant valencià. Va començar la seva marxa musical en l'orquestra valenciana La Metre. Va ser el guanyador d'Operación Triunfo 2003.
Ha realitzat petites incursions al món televisiu col·laborant amb programes musicals de Canal Nou ('Bona Nit','El Picú') com co-presentador i intèrpret de temes musicals. Ha col·laborat en esdeveniments de caràcter benèfic i esportiu (va interpretar l'Himne de València en la Presentació de la temporada 2008/09 del València en l'Estadi de Mestalla) així com en concerts col·lectius en homenatge a cantants ja desapareguts com Nino Bravo o Concha Piquer.
Ha ofert multitud de concerts al llarg de la seva carrera. Donat l'escàs èxit dels seus dos primers àlbums, des de 2008 actua de forma independent sense una casa discogràfica que ho recolzi. Durant el 2010, Vicente va participar en diversos festivals de la cançó on va ser premiat pel seu talent, en el Festival de la Cançó de Califòrnia va obtenir un segon llocen la categoria internacional amb el seu tema ‘Mirant-te’ juntament amb un diploma d'excel·lència per la seva cançó "Ahora te marchas". En el festival de la cançó de Las Vegas va tornar a aconseguir un segon lloc en la categoria internacional amb la mateixa cançó que dona títol al seu tercer disc a més d'un diploma d'excel·lència per a la seva versió de ‘América, América’ i un esment d'honor per al tema ‘Jardín prohibido’.
Al maig del 2012 va actuar en una gala especial amb motiu del dia de la mare que es va emetre en Televisió Espanyola cantant un tema a duo amb Inma Serrano titulat "Estaba escrito" compost per ella mateixa especialment per a Vicente.
Durant juliol de 2012 Vicente va participar en l'estrena de l'espectacle musical 'Apoteosis' dirigit per Jose Luis Moreno que es va celebrar en els Jardins del Palau Real de Madrid durant sis nits.

## Operación Triunfo
Vicente Seguí va participar en la tercera edició d'Operación Triunfo i en va ser el guanyador.

## Discografia
- "Mirándote" llançat el 20 de juliol de 2009

Produït per José Manuel Domenech
- "Gardel Mediterráneo" (Warner Music) llançat el 12 de setembre de 2006

Produït per Nacho Mañó
- "Confidencias" (Universal - Vale Music) llançat el 20 d'abril de 2004

Produït per Alejandro Abad